# Norma Sharp
Pour les articles homonymes, voir Sharp.
Norma Sharp (née en juillet 1943) est une soprano américaine, chanteuse d'opéra.
Norma Sharp est connue pour ses interprétations de Mozart et Richard Strauss et a chanté aussi Wagner au Festival de Bayreuth. Elle s'est produite surtout en Allemagne. Elle a eu une carrière internationale et a été professeur de chant à l'Académie de musique Hanns Eisler de Berlin à partir de 1982.

## Carrière
Norma Sharp est née à Shawnee (Oklahoma). Elle a étudié le chant et la musicologie à l'Université du Kansas et a poursuivi ses études à la Hochschule für Musik und Theater Hamburg avec Helmut Melchert et à la Hochschule für Musik und Tanz Köln avec Peter Wirtsh. Sa voix, qualifiée de soprano lyrique et spinto l'a conduite à privilégier les interprétations de Mozart et Richard Strauss.
Elle prit part au Festival de Bayreuth de 1977 à 1981, notamment dans le Ring du centenaire dirigé par Pierre Boulez et mis en scène par Patrice Chéreau : elle chante Woglinde, l'une des Filles du Rhin dans L'Or du Rhin et dans le Crépuscule des dieux, et la voix de l'Oiseau de la Forêt (Waldvogel (de)) dans Siegfried, enregistrée dans la captation de 1980. Dans Parsifal, elle chante l'une des filles-fleur.
En concert, elle a surtout interprété des lieds romantiques et contemporains.
À partir de 1992, elle a  professé le chant à l'Académie de musique Hanns Eisler de Berlin.

## Enregistrements
- Norma Sharp apparaît dans la captation du Ring du centenaire réalisée à Bayreuth en 1980 ainsi que dans le Parsifal de 1982.
- Elle chanta le Walldvogel et Gutrune dans l'enregistrement du Ring de 1983,  Marek Janowski dirigeant le Staatskapelle Dresden, Theo Adam en Wotan, Jessye Norman en Sieglinde, Siegfried Jerusalem en Siegmund, and René Kollo en Siegfried[6].